# Saint-Beaulize
 Saint-Beaulize  là một xã ở tỉnh Aveyron, thuộc vùng Occitanie ở miền nam nước Pháp.